# Hypopterygium pallens
Hypopterygium pallens là một loài Rêu trong họ Hypopterygiaceae. Loài này được (Hook. f. & Wilson) Mitt. mô tả khoa học đầu tiên năm 1856.